# ニューヨーク湾

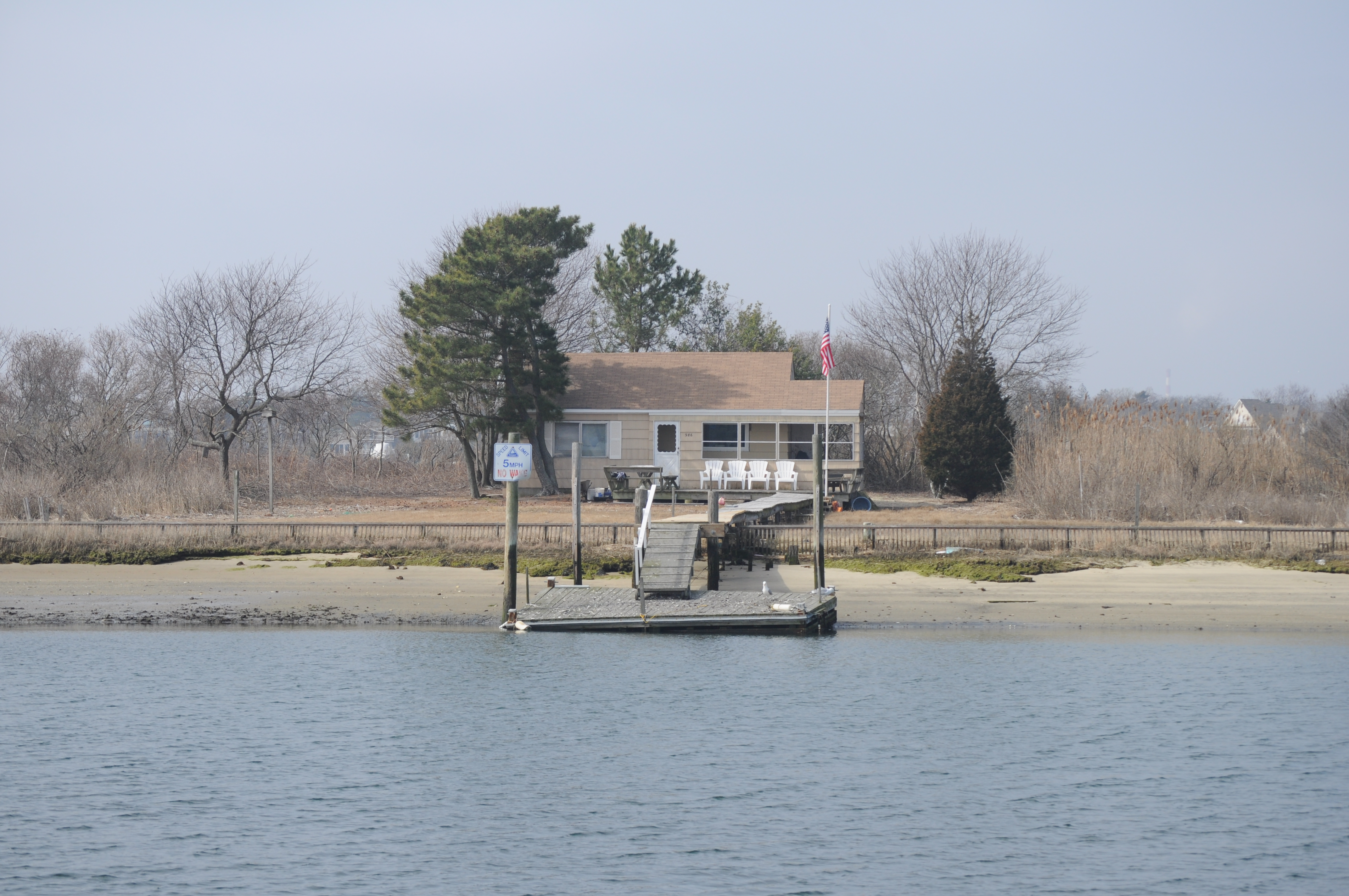
ロングアイランド島から見たニューヨーク湾

ニューヨーク湾 (New York Bay) は、ハドソン川の大西洋への入り江周辺の海域の集合を指す。この湾を構成する最も大きい二つの海領はアッパー・ニューヨーク湾とローワー・ニューヨーク湾で、これらはザ・ナローズ(en) を介してつながっている。このエリアを最初に発見したヨーロッパ人は1524年のジョバンニ・ダ・ヴェラッツァーノである。
ニューヨーク港という言葉は、ときにニューヨーク湾と同じ意味で使われることがある。